# Chyliny (Mazovie)
Pour les articles homonymes, voir Chyliny.
Chyliny (prononciation : [xɨˈlinɨ]) est un village polonais de la gmina de Szelków dans le powiat de Maków de la voïvodie de Mazovie dans le centre-est de la Pologne.
Il se situe à environ 4 kilomètres au sud-est de Maków Mazowiecki (siège du powiat) et à 71 kilomètres au nord de Varsovie (capitale de la Pologne).

## Histoire
De 1975 à 1998, le village appartenait administrativement à la voïvodie d'Ostrołęka.